# 白岡今日花
白岡 今日花（しらおか きょうか、2002年6月25日 - ）は、日本の女性アイドル、タレント。東京都出身。ヴェルヴェットマネージメント所属、サンミュージック出版と業務提携。 女性アイドルユニットTask have Funのメンバー。

## 略歴
小学6年生の時に原宿でスカウトされ、芸能事務所ヴェルヴェットマネージメントに所属。1年のレッスン期間を経て、熊澤風花・里仲菜月と共に新ユニットを結成。
2016年2月、仮名「TASK part ONE」としてアイドル活動を開始。ユニット名が『Task have Fun』（タスク・ハブ・ファン）に決定し、5月にシングルデビュー。以後、数多くのライブに出演。10月、ラジオ番組にて初のレギュラー出演開始。
2017年5月、Task have Funの4thシングル『3WD』が話題となり、以降ユニットは大きく知名度を上げる。10月、音楽番組『開運音楽堂』にて、初のTV番組レギュラー出演開始。
2018年7月、ファースト写真集『Ui』発売。
2019年4月、大手のイベンター組織 @JAM（アットジャム）が主宰するナビゲーターユニット『R2K』（アールツーケー）のメンバーに選出され、翌5月にお披露目。8月にシングルデビューし、大型アイドルフェス『@JAM EXPO 2019』までの期間限定で活動。
2020年、Task have Fun名義で、ハロー!プロジェクトで知られる音楽プロデューサー・つんく♂とコラボを開始。
2023年1月、ネット配信番組『SHAKE UP WALLOP木曜日』にて、レギュラーMCとして出演開始。
2024年4月、サンミュージック出版と業務提携。9月、大型アイドルフェス『@JAM EXPO 2024』の10周年を記念した、@JAM ALLSTARS 2024のメンバーに選出され出演。冠番組『三拍子&白岡今日花のイデアのたしなみ』の配信開始。
2025年1月、ネット配信番組『ドルバナ』の隔月レギュラーMCに就任出演開始。

## 人物
瞳孔が茶褐色に近く、生まれつき色素が薄いと述べている。
父が台湾人、母が日本人であり、Task have Funが初の台湾遠征をした際にも明かしている。年少の頃は毎年のように訪台しており、現地のグルメにも精通する。家族には姉と弟がいる。
趣味は漫画・ドラマ鑑賞、特技は二重飛び・バレーボール・フラフープなど。年少期はAKB48のファンだった。敬愛するアイドルは渡辺美優紀など。
好きな食べ物は、数の子・卵・酢・海の幸・チーズ・もち類・抹茶・チョコバナナなど。苦手な食べ物は単独のチョコ。

## Task have Fun関連
実直なタイプで、グループではMC（進行）を担当。同僚の熊澤風花・里仲菜月は、突拍子もない言動で脱線する場合があり、白岡が軌道修正する役割を担うようになっている。
メンバーの中では最も歌唱力があり、曲の歌い出しやラスサビなどを担当する場合が多い。
ユニットがデビューしたのは、公式で2016年5月としている。ただしレッスンの段階で熊澤・里仲と出会ったのは前年の夏頃からで、正式デビューまで約1年の期間を要した。打ち解け始めたのは冬頃と熊澤が明かしている。デビューしてから徐々に結束を高め、3年目の頃には「現メンバー以外の組み合わせはあり得ない」といった発言をしている。

## 作品

### 写真集
- 白岡今日花 "初" 写真集『Ui』（2018年7月30日、ユカイハンズパブリッシング、撮影：青山裕企） - HMV&BOOKS限定販 ISBN 978-4908942150

### デジタルフォトブック
- ガラスガール 『白岡今日花さぁぁぁぁぁん』（2025年1月21日、撮影：武田敏将）

### ディスコグラフィ
- ソロ楽曲
  - 「あい合い傘」（2018年11月23日、LIKE IT MUSIC） - Task have Fun 9thシングル「3colors」収録

- R2K名義シングル
  - 「恋するスカート」（2019年8月20日、MUSIC@NOTE）

- @JAM ALLSTARS 2024名義楽曲
  - 「夢の砂～a theme of ＠JAM～」（2024年、MUSIC@NOTE）

## 出演
※主にレギュラー・冠企画・特別出演のみ記載

### テレビ
- 開運音楽堂（2017年10月 -2021年9月18日 、TBSテレビ）[20]
- 関内デビル（2018年7月、テレビ神奈川）
- わや接待（2019年10月23日・30日、北海道テレビ放送） - ナレーション
- 週刊フジテレビ批評（2020年10月3日、フジテレビ）

### 映画
- 神様のサイコロ（2024年9月27日公開、キングレコード） - 本人 役[21]

### ラジオ
- HAPPY-GO-LUCKY みづきーのrainbow tribe☆（2016年10月 - 2017年3月、レインボータウンFM）
- かをる★のミュージックどん丼88.5（※旧79.2）（2017年4月 - 9月、レインボータウンFM）

### ネット配信
- 白岡今日花 個人生配信（2017年8月1日から - SHOWROOM）
- 白岡今日花インスタライブ「Task have Fun & Mr.都市伝説 関暁夫」（2019年10月7日、自由が丘セキルバーグカフェ）
- 渋谷LOFT9アイドル倶楽部 Vol.9（2019年10月21日）
- SHAKE UP WALLOP 木曜日（2023年1月12日 - 2024年6月27日、WALLOP） - レギュラーMC
- 三拍子&白岡今日花のイデアのたしなみ（2024年9月12日 - 、WALLOP） - レギュラーMC[22]
- ドルバナ（2025年1月28日 - 、 SHOWROOM）-隔月レギュラーMC[14]

### CM・広告・イメージモデル
- スズキ・スペーシア スチール（2015年5月、スズキ自動車）
- モバイル保険 webCM（2018年11月 - 、さくら少額短期保険株式会社）

### 書籍

#### ムック
- アイドルフォトの撮り方 フレーミング編（2019年3月5日、誠文堂新光社、青山裕企）[23]
- IDOL FILE Vol.19「LOLITA & GOTHIC」（2020年11月13日、Rocks Entertainment）
- Top Yell NEO 2021 SUMMER（2021年6月30日、竹書房）
- IDOL FILE Vol.28「LOLITA & GOTHIC」（2022年12月23日、Rocks Entertainment/シンコーミュージック）
- IDOL FILE Vol.33（2024年9月20日、Rocks Entertainment/シンコーミュージック）

#### WEBマガジン
- ガラスガール（2025年1月 - 2月、shortcut8） - 第18代カバーガール[24]

### イベント
個人
- 写真集『Ui』リリースイベント
  - 渋谷HMV&BOOKS（2018年7月30日・31日、10月11日・20日、2019年3月8日・22日）
  - HMVエソラ池袋（2018年10月20日）
- ノムケンLabアカデミー（2022年6月26日、1/3rd life秋葉原）

R2K名義
- R2Kシングル「恋するスカート」リリースイベント（2019年7月1日、タワーレコード新宿店）
- 六本木アイドルフェスティバル2019（2019年7月27日、六本木ヒルズアリーナ）
- TOKYO IDOL FESTIVAL 2019（2019年8月2日、お台場特設会場）
- @JAM EXPO 2019（2019年8月24日・25日、横浜アリーナ）